# Copòleg

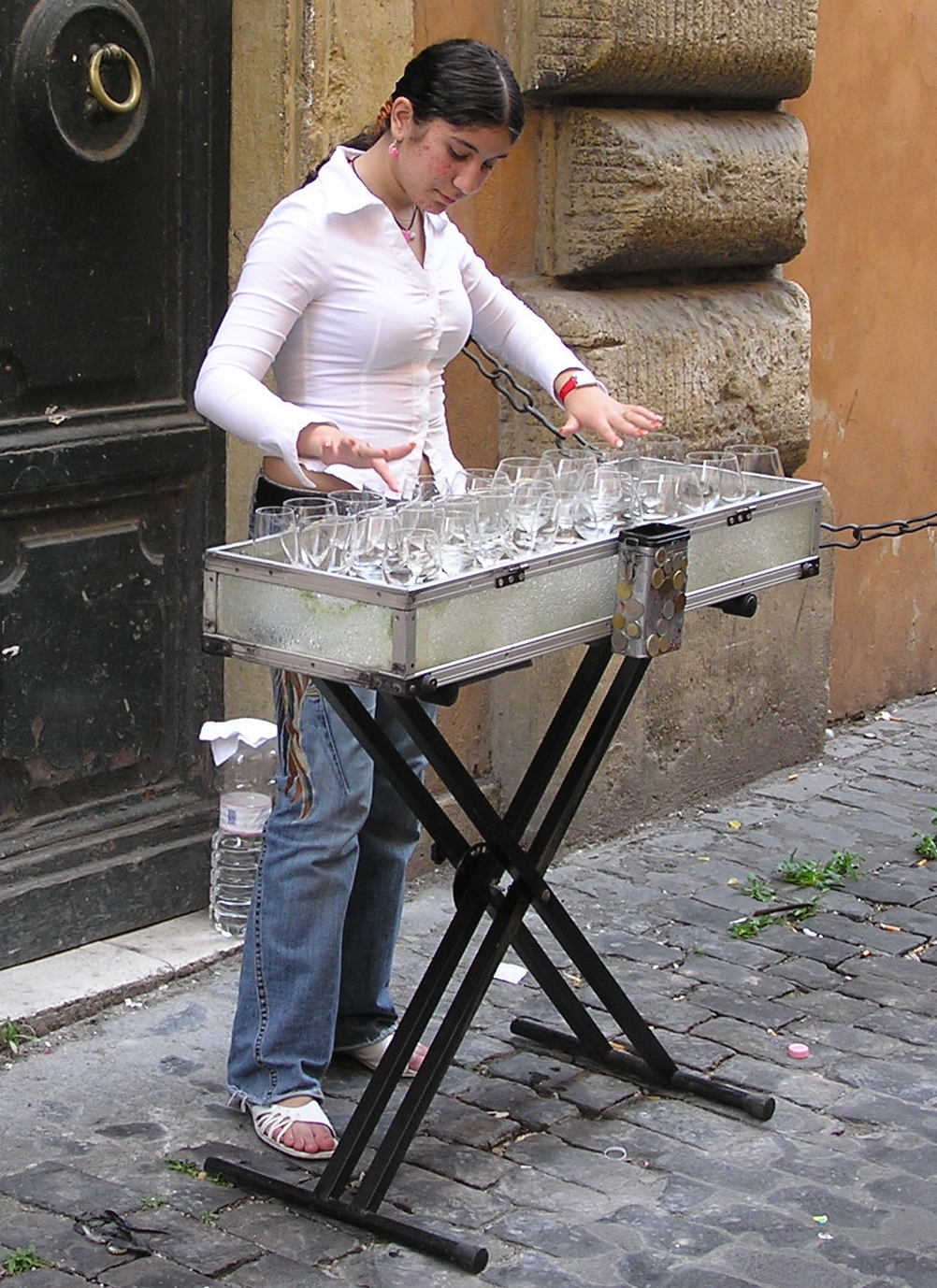
Tocant un copòleg a Roma, Itàlia. Les copes de vi s'omplen amb aigua i es freguen amb els dits per a crear les notes.

Un copòleg (també anomenat  arpa de vidre, vidres musicals, copes musicals o verrillon en francès) és un instrument musical fet de copes de vi en posició vertical.
Es toca fregant els dits humits o impregnats de guix al voltant de la vora de les copes. Cada copa es sintonitza en una nota diferent, ja sigui per la mateixa construcció de la copa, i en aquest cas l'afinació és permanent, o omplint la copa amb aigua fins que s'aconsegueix la nota desitjada.

## Història
El copòleg va ser creat el 1741 pel músic irlandès Richard Pockrich, a qui es coneix com el primer virtuós dels instruments musicals de vidre. Pockrich va anomenar "orgue angèlic" a aquest instrument, i el tocava picant les copes amb pals, en comptes de fregar-les amb els dits. La seva reeixida carrera de concertista va tenir un prematur final el 1759 a causa d'un incendi al qual va morir el músic i es va cremar el seu instrument.
El compositor Christoph Willibald Gluck va ser intèrpret d'aquest instrument. Ho va fer a Londres i Copenhaguen. El seu instrument constava de 26 copes.
L'instrument va ser popular al segle xviii. Anne Ford, contemporània de Pockrich, va publicar Instruccions per Tocar els Vidres Musicals (1761).

## Usos contemporanis
El 9 de març de 1938, Bruno Hoffmann va tocar aquest instrument al Museu de Londres, en un programa que va incloure l'Adagio de Mozart K.356 i el Quintet per a harmònica, flauta, viola, oboè i violoncel K.6I7, acompanyat per Geoffrey Gilbert, Leon Goossens, Frederick Riddle, i James Whitehead. Va ser una "exquisida interpretació, en què la flauta i la viola als seus registres més alts eren gairebé indistingibles de les copes".
Hi ha diversos músics actuals que toquen professionalment copòlegs. Entre ells són el Glass Duo de Polònia, Philipp Marguerre i Clemens Hofinger d'Alemanya, Jean Chatillion de França i Thomas Bloch, Brien Engel, i Dennis James als Estats Units i Real Berthiaume al Canadà. També ha sigut utilitzat per la famosa banda de rock Pink Floyd durant l'enregistrament de "Shine On You Crazy Diamond" de l'àlbum Wish You Were Here, enregistrat i publicat el 1975. Ígor Skliarov va tocar un copòleg en la mateixa cançó durant dos concerts enregistrats a Venècia el 2006 per l'antic guitarrista David Gilmour. Gilmour el va utilitzar també durant el seu concert a Gdańsk, Polònia, el 26 d'agost de 2006 amb l'ajut de Guy Pratt, Phil Manzanera i Dick Parry. Ambdós enregistraments es troben al CD Live in Gdańsk de Gilmour.